# Ernst Klett Sprachen
Die Ernst Klett Sprachen GmbH ist ein Sprachenverlag für Bildungsmedien mit Sitz in Stuttgart und weiteren Zweigstellen in München und Madrid. Die Vertriebsfirma Klett USA Inc. sowie weitere Vertriebspartner in rund 120 Ländern vertreten Ernst Klett Sprachen international.

## Geschichte
Der Ernst Klett Sprachen Verlag ist Teil der Klett Gruppe. Die Ernst Klett Sprachen GmbH wurde am 29. November 2001 gegründet und nahm ihre operative Tätigkeit am 1. Januar 2002 auf. Zum 1. Januar 2002 erfolgte die Abspaltung des Teilbetriebes „Redaktion Pons Wörterbücher und Selbstlernen“ von der Ernst Klett Verlag GmbH zur Ernst Klett Sprachen GmbH. Im Jahr 2008 wurden die Bereiche PONS und Klett International in die Pons GmbH eingegliedert. Ernst Klett Sprachen GmbH fokussierte sich daraufhin auf den Bereich Fremdsprachen in institutionellen Lernformen.
Im Jahr 2012 erwarb der Ernst Klett Sprachen Verlag das Programm von Fillibach, einem Verlag für Deutschdidaktik. Bei Fillibach bei Klett erscheinen Titel mit Bezug auf Entwicklungen aus Forschung und Praxis zu Deutschdidaktik und Deutsch als Zweitsprache. 2013 erwarb Ernst Klett Sprachen den Lehrwerksbereich des Langenscheidt-Verlags und gründete die Firma Klett-Langenscheidt GmbH mit Sitz in Stuttgart und Zweigstelle in München. Am 1. Januar 2017 verschmolz die Klett-Langenscheidt GmbH in die Ernst Klett Sprachen GmbH. 2017 erweiterte Ernst Klett Sprachen sein English Language Teaching-Titelsortiment und erwarb den englischen Verlag Delta Publishing, der sich auf den Bereich Young Learners, Business English sowie zertifizierte Prüfungsmaterialien konzentriert.

## Verlagsprogramm
Der Verlag entwickelt Lernmedien in Print und Digital für 26 Sprachen, darunter auch Deutsch als Muttersprache, Zweitsprache und Fremdsprache. Neben Lehrwerken werden Zusatzmaterialien wie Lektüren, Grammatiken, Wortschätzen und Produkten für die Zertifikatsvorbereitung angeboten. Der Verlag bietet zudem Fortbildungen und Workshops für Lehrkräfte an.

## Logo
Die Ernst Klett Sprachen GmbH verwendet die sogenannte Klett-Lilie als Logo. Die Ernst Klett Sprachen GmbH verwendet neben der Klett-Lilie zusätzlich den Claim Sprachen fürs Leben.

## Produkte
Produktmarken des Verlags sind Berliner Platz, Caminos hoy, Network, Netzwerk, Impuls Deutsch: Intercultural | Interdisciplinary | Interactive, Thematischer Grund und Aufbauwortschatz, Words in Context. Vertrieben werden ebenso Produkte internationaler Marken wie Cambridge University Press, ELI, CIDEB, Difusión.